# سمير البنا
سمير البنا (27 أكتوبر 1951 - 18 يناير 2020)، هو ممثل ومؤدي أصوات مصري.

## حياته
وُلِد بالقاهرة، بعد تخرجه بدأ العمل بالتمثيل في السينما والتلفزيون والفوازير التلفزيونية أيضًا في الإذاعة والدبلجة، وكان أيضا مقدم برنامج ثقافي إذاعي شهير قطوف الأدب في كلام العرب والذي يحكي نوادر وقصص من تاريخ الأدب العربي الشهيرة ورواد وأعلام الأدب والتراث العربيين على مر التاريخ.

## أعماله

### في المسلسلات
- رفاعة الطهطاوي
- القضبان
- بلاط الشهداء
- العشق الإلهي

### الأفلام
- الهروب إلى القمة
- دقات على بابي

### الفوازير
- زي النهارده
- ما نستغناش

### الدبلجة
- حكاية لعبة 2 - الإمبراطور زرج
- طرزان - الغوريلا كيشاك
- أحدب نوتردام - القاضي فرولو
- علاء الدين - قائد الحرس تيمور
- كوكب الكنز المفقود - عنكوب
- بينوكيو - أسطى
- ديناصور - كرون
- هرقل - الراوي
- ليلو وستيتش - كوبرا بلبل
- من القصص النبوي - إبراهيم الصياد
- قصص الانبياء - الراوي

## روابط خارجية
- سمير البنا على موقع الدهليز
- سمير البنا على موقع قاعدة بيانات الأفلام العربية